# باربون-فایل
باربون-فایل (به فرانسوی: Barbonne-Fayel) یک کمون (فرانسه) در فرانسه است که در canton of Sézanne واقع شده‌است. باربون-فایل ۲۴٫۳۵ کیلومتر مربع مساحت دارد ۱۱۵ متر بالاتر از سطح دریا واقع شده‌است.